# Hlohová
Hlohová település Csehországban, a Domažlicei járásban. Hlohová Hlohovčice, Močerady, Staňkov, Osvračín és Čermná településekkel határos. Lakosainak száma 286 fő (2024. január 1.).

## Népesség
A település lakosságának változását az alábbi diagram mutatja:
| Lakosok száma | 507  | 522  | 648  | 455  | 321  | 244  | 267  | 277  | 284  | 286  |
|               | 1869 | 1890 | 1921 | 1950 | 1980 | 2001 | 2017 | 2019 | 2022 | 2024 |